# Clarissa (travhäst)
Clarissa, född 30 mars 2018, är en italiensk varmblodig travhäst. Hon tränas och körs av Alessandro Gocciadoro.
Clarissa började tävla 2020 och inledde med en femteplats för att därefter ta sin första vinst i tredje starten. Hon har hittills sprungit in 5 943 327 kronor på 49 starter varav 19 segrar, 10 andraplatser och 4 tredjeplatser.
Clarissa har tagit karriärens hittills största seger i Europeiskt championat för ston (2024). Hon har även segrat i Gran Premio Orsi Mangelli Filly (2021), Oremio Regione Campania - Femmine (2022), Gran Premio Continentale - Filly (2022), Gran Premio d'Europa - Filly (2022), Gran Premio Royal Mares (2023) och på andraplats i Gran Premio Citta' di Torino - Femmine (2022), Gran Premio Citta' di Follonica - Femmine (2022) samt på tredjeplats i Gran Premio Antonio Carena (2022), Prix Oscar Collard (2022).

## Statistik
| Statistik för Clarissa (Ref.) | Statistik för Clarissa (Ref.) | Statistik för Clarissa (Ref.) | Statistik för Clarissa (Ref.) | Statistik för Clarissa (Ref.) | Statistik för Clarissa (Ref.) |
| ----------------------------- | ----------------------------- | ----------------------------- | ----------------------------- | ----------------------------- | ----------------------------- |
| Starter                       | Placeringar                   | Startprissumma                | Segerprocent                  | Platsprocent                  | Rekord                        |
| 49                            | 19-10-4                       | 5 943 327 kr                  | 39 %                          | 67 %                          | 1.10,0ak,                     |

### Större segrar
| År   | Lopp                           | Kusk                  | Vinstbelopp  | Grupp   |
| ---- | ------------------------------ | --------------------- | ------------ | ------- |
| 2023 | Gran Premio Royal Mares        | Alessandro Gocciadoro | 49 500 EUR   | Grupp 1 |
| 2024 | Europeiskt championat för ston | Alessandro Gocciadoro | 1 000 000 kr | Grupp 1 |